# Arroz de hauçá
O arroz de hauçá é um prato típico da culinária da Região Nordeste do Brasil, especialmente do estado da Bahia. É um arroz sem sal, cozido com bastante água exatamente para ficar mais cozido e quase desmanchando. Consome-se com molho de pimenta-malagueta, cebola e camarão ralados na pedra, e carne-seca frita com alho e cebola. Ou somente com a carne-seca refogada. No candomblé, é uma comida ritual trazida da África pelos hauçás, cozido somente com bastante água: não se coloca óleo, tempero, ou  sal, pois será oferecido a Oxalá e Iemanjá, podendo ainda ser oferecido a todos os orixás, em formato de bolas ou numa tigela.[carece de fontes?]